# Генадий Стрекалов
Гена́дий Миха́йлович Стрека́лов (28 октомври 1940, Митищи – 25 декември 2004, Москва) е бивш съветски и руски космонавт-изследовател, осъществил 5 космически полета.

## Биография
Роден е в работническо семейство в гр. Митищи, Московска област на 28 октомври 1940 г. Руснак, член на КПСС от 1972 г.

### Ранни години
През 1957 г. завършва средно училище в гр. Корольов (дн. Калининград) и постъпва на работа в НПО „Енергия“. Взема участие в работите по създаването на Първия Изкуствен спътник на Земята. През 1960 постъпва в Московския държавен технически университет „Н. Бауман“, и още студент през 1964 г. започва работа в конструкторското бюро на Сергей Корольов „ОКБ-1“. Взема участие в подготовката на техническата документация за съветската лунна пилотирана програма: ракетата-носител Н-1, кацащия кораб-модул „Т2К-ЛК“, лунния-орбитален кораб-модул „7К-ЛОК“. Взема участие и в разработките на корабите тип „Союз“ за военно предназначение – „Союз 7К-ВИ“ (ВИ – военно-изследователски), а също така серията 7К-ОК (ОК – орбитален кораб). През 1985 г. защитава дисертация на кандидат на техническите науки в Централния научноизследователски институт по машиностроене.

### Космонавт
От 27 март 1973 г. Г. Стрекалов е в отряда на космонавтите, влизайки в състава на групата инженери на НПО „Енергия“ (едновременно с него са зачислени и Владимир Аксьонов, Александър Иванченков и Валерий Рюмин). През тази година той усвоява пилотирането на самолет Л-29 и извършва 7 скока с парашут.
През 1974 – 1976 г. като бординженер, заедно с Юрий Малишев преминава подготовка за изпитателен полет с космическия кораб тип „Союз 7К-С“. През септември 1976 те са дубльори на основния екипаж на кораба Союз 22.
През 1978 – 1979 г. преминава подготовка за пилотиран полет с кораба тип „Союз Т“. Заедно с Василий Лазарев влиза в състава на третия резервен екипаж. В края на 1979 г. те са зачислени в първия екипаж на кораба Союз Т-3, в екипажа е включен и лекаря Валерий Поляков. Програмата на полета включвала медицински изследвания.
През май 1980 г. става авария в бордовите системи на орбиталната станция Салют-6, във връзка с което възниква необходимостта натам да се отправи ремонтен екипаж и екипажа на Стрекалов става дублиращ. През октомври Стрекалов е прехвърлен в основния екипаж, като заменя Константин Феоктистов.
Първия си космически полет извършва от 27 ноември до 10 декември 1980 г. заедно с Леонид Кизим и Олег Макаров като космонавт-изследовател с космическия кораб „Союз Т-3“. По време на полета се провеждат изпитания на бордовите системи и елементи на конструкцията на усъвершенствания транспортен кораб „Союз Т-3“ в различни режими на автономен полет и в състава на орбиталния комплекс „Салют-6“ – „Прогрес 11“.
Втори космически полет извършва от 20 до 22 април 1983 г. като бординженер на космическия кораб „Союз Т-8“, заедно с командира на кораба Владимир Титов и космонавт-изследовател Александър Серебров. Програмата на полета предвижда изпълнение на изследвания и експерименти на борда на пилотирания орбитален комплекс „Салют-7“ – „Космос-1114“ – „Союз Т-8“, но заради отклонения от предвидения режим на сближаване Центъра за управление на полетите взема решение скачването на космическия кораб „Союз Т-8“ с орбиталния космически комплекс да се отмени.
От юли до септември 1983 г. Г. Стрекалов, заедно с Владимир Титов преминал курс за подготовка по програмата на основна експедиция на орбиталната станция „Салют-7“. Но космическия полет не се осъществява, тъй като на 26 септември 1983 г., няколко секунди преди старта се възпламенява ракетата-носител. Космонавтите успяват да се катапултират по команда от бункера за управление и били изведени на безопасно разстояние с помощта на системата за аварийно спасение. След периода на реадаптация и почивкаа Г. Стрекалов се връща на работа в НПО „Енергия“.
Трети космически полет той извършва от 3 до 11 април 1984 като бординженер на международния екипаж, заедно с командира на екипажа Юрий Малишев и космонавта-изследовател гражданина на Република Индия Ракеш Шарма с космическия кораб „Союз Т-11“ и орбиталния научноизследователски комплекс „Салют-7“ – „Союз Т-10“.
Четвърти космически полет Г. Стрекалов извършва от 1 август до 10 декември 1990 г. като бординженер на космическия кораб „Союз ТМ-10“ и орбиталния комплекс „Мир“ заедно с Генадий Манаков. В хода на този полет, на 30 октомври 1990 г. Стрекалов осъществява излизане в открития космос с продължителност 2 часа 45 минути за уточняване обема на необходимите работи по ремонта на изходния люк на модула „Квант-2“.
Пети космически полет от 14 март до 7 юли 1995 г. като бординженер на орбиталния комплекс „Союз ТМ-21“ – „Мир“ – „Атлантис“ заедно с командира на екипажа Владимир Дежуров и космонавта-изследовател гражданина на САЩ Норман Тагард. В хода на полета, за периода от 12 май до 1 юни Г. Стрекалов извършва пет излизания в открития космос.
Инструктор-изпитател, космонавт 1-ви клас от отряда на космонавтите на НПО „Енергия“, кандидат на техническите науки Г. Стрекалов, освен научна води и активна обществена дейност, като от 1991 г. е председател на Руския комитет за защита на мира.
Починал от рак на 25 декември 2004 г. Погребан е на Останкинското гробище в Москва.
Списък на полетите
| Полети и стартове, в които участва Генадий Стрекалов                                                                          | Полети и стартове, в които участва Генадий Стрекалов | Полети и стартове, в които участва Генадий Стрекалов | Полети и стартове, в които участва Генадий Стрекалов | Полети и стартове, в които участва Генадий Стрекалов | Полети и стартове, в които участва Генадий Стрекалов | Полети и стартове, в които участва Генадий Стрекалов |
| Номер п/п | Дата на старта                                       | Космически кораб                                     | Дата на кацане                                       | Космически кораб                                     | Длъжност                                             | Продължителност                                      |
| --- | ---------------------------------------------------- | ---------------------------------------------------- | ---------------------------------------------------- | ---------------------------------------------------- | ---------------------------------------------------- | ---------------------------------------------------- |
| 1 | 27 ноември 1980                                      | Союз Т-3                                             | 10 декември 1980                                     | Союз Т-3                                             | Космонавт-изследовател                               | 12 денонощие 19 часа 7 минути и 42 секунди.          |
| 2 | 20 април 1983                                        | Союз Т-8                                             | 22 април 1983                                        | Союз Т-8                                             | Бординженер                                          | 2 денонощия 17 минути и 48 секунди.                  |
| 3 | 26 септември 1983                                    | Союз Т-10-1                                          | 26 септември 1983                                    | Союз Т-10-1                                          | Бординженер                                          | 5 минути и 13 секунди (авария по време на старта).   |
| 4 | 3 април 1984                                         | Союз Т-11                                            | 11 април 1984                                        | Союз Т-10                                            | Бординженер                                          | 7 денонощия 21 часа 40 минути и 6 секунди.           |
| 5 | 1 август 1990                                        | Союз ТМ-10                                           | 10 декември 1990                                     | Союз ТМ-10                                           | Бординженер                                          | 130 денонощия 20 часа 35 минути и 51 секунди.        |
| 6 | 14 март 1995                                         | Союз ТМ-21                                           | 7 юни 1995                                           | STS-71 Атлантис                                      | Бординженер                                          | 115 денонощия 8 часа и 43 минути.                    |
| Обща продължителност на престоя в космоса – 268 денонощия 22 часа 25 минути и 21 секунди (без неуспешната мисия Союз Т-10-1). |                                                      |                                                      |                                                      |                                                      |                                                      |                                                      |

## Награди
- Два пъти Герой на Съветския съюз (10 декември 1980, 11 април 1984)
- Орден „За заслуги пред Отечеството“ III степен (7 септември 1995) – за активно участие в подготовката и успешното осъществяване на продължителния руско-американски космически полет на орбиталния научноизследователски комплекс „Мир“ и проявено при това мъжество и героизъм[1]
- Три ордена „Ленин“ (10 декември 1980, 1983, 11 април 1984)
- Орден „Октомврийска революция“ (10 декември 1990) – за успешно осъществяване на космическия полет на орбиталния научноизследователски комплекс „Мир“ и проявено при това мъжество и героизъм[2]
- Медал „Ветеран на труда“
- Орден „Ашока Чакра“ I степен (Индия, 1984)
- Медал на НАСА „За космически полет“ (NASA Space Flight Medal (1995)
- Заслужил майстор спорта на СССР (1981)

Почетен гражданин на градовете Корольов и Митищи.

## Памет
- В гр. Митищи е изграден паметник на Стрекалов.
- В Московския държавен хуманитарен университет „М. Шолохов“ се провежда ежегоден минифутболен турнир в памет на Г. Стрекалов.

## Забележки
1. ↑  Указ на Президента на Руската Федерация от 7 септември 1995 г. № 907
2. ↑  Указ на Президента на СССР от 10 декември 1990 г. № УП-1147